# Lac Agassiz
Pour les articles homonymes, voir Agassiz.
Le lac Agassiz était un immense lac proglaciaire occupant la partie centrale du continent nord-américain entre le Xe et le VIIe millénaire av. J.-C.. Postulée par William Keating en 1823, son origine glaciaire fut démontrée en 1879 par Warren Upham qui lui donna le nom du scientifique américano-suisse Louis Agassiz.

## Histoire
Formé il y a 11 000 à 12 000 ans, le lac couvrait une grande partie du Manitoba, la partie occidentale de l'Ontario, une partie du Minnesota, du Dakota du Nord et de la Saskatchewan. À son extension maximale, il mesurait plus de 1 500 km de long sur plus 1 100 km de large et atteignait une profondeur de 210 m. Il aurait couvert jusqu'à 440 000 km2, soit 25 % de plus que la mer Caspienne actuelle.
Il y a 8 500 ans, les glaciers reculèrent rapidement et le lac Agassiz rétrécit, mais couvrait encore les plaines au sud de la baie d'Hudson. Ses eaux ont commencé à déborder d'abord vers le Mississippi par l'intermédiaire de la rivière Minnesota, puis dans le fleuve Saint-Laurent. Soudainement, il y a environ 8 200 ans, les eaux du lac se sont répandues dans la baie d'Hudson et, en quelques mois, presque tout le lac s'est vidé dans l'Atlantique Nord.
Des chercheurs estiment que cet apport d'eau glaciaire a créé un refroidissement brutal à l'échelle mondiale en diminuant la salinité de l'océan, contrariant ainsi la circulation thermohaline. Le Gulf Stream, qui réchauffe la façade orientale de l'océan Atlantique, aurait ainsi été contrarié, ce qui aurait engendré une baisse de température de 5 °C en Europe pour plusieurs siècles. Le rôle de la vidange du lac Agassiz dans ce refroidissement a cependant été minimisé, voire contesté.

## Vestiges
Aujourd'hui, l'ancien lac a laissé quelques vestiges, entre autres :
- le lac des Bois ;
- le lac Manitoba ;
- le lac Seul ;
- le lac Winnipeg ;
- le lac Winnipegosis ;

mais aussi des vallées fertiles, comme celles de :
- la rivière Rouge du Nord ;
- la rivière Assiniboine ;
- la rivière La Salle ;
- la rivière Seine.

### Sources
- (fr) Pierre-André Bourque, Planète Terre : Le retrait des glaces wisconsiniennes, les Grands Lacs, la Mer de Champlain, et le fleuve Saint-Laurent.